# Francesc de Paula Cruselles i Terrades
Francesc de Paula Cruselles i Terrades (Granollers, Vallès Oriental 1831 - Abadia de Montserrat, 1910) fou un escriptor i sacerdot català.
Fou ordenat a Barcelona el 1855, i durant molts anys fou rector de la parròquia de Santa Maria dels Sants, al barri de Gracia (Barcelona). El 1870 tingué de refugiar-se a França, i després regentà durant cert temps la parròquia de Granollers. De la qual ascendí a la de Sans, el 1878 va promoure la fundació del Centre Catòlic de Sants. El 1893 deixà la parròquia per a ingressar a l'orde benedictí a Montserrat, on hi va viure fins a la seva mort.

## Obres
Estant a Gracia fundà l'arxiconfraria de la cort de Maria (1856) per a la qual publicà un Novenari (Barcelona, 1858), també va compondre, Ejercicios para las principales festividades del año (1896). Va fer una edició de la Història de Montserrat del reverend pare Muntades (Barcelona, 1894) i després va compondre la Nueva historia del santuario y monasterio de Montserrat (Barcelona, 1896. en 4.º), obra mancada del criteri històric, requerit en aquests estudis i temps.